# Сахіл Алахвердові
Сахіл Алахвердові (груз. სახილ ალახვერდოვი; 9 січня 1999, Квемо Картлі) — грузинський боксер, чемпіон Європи, призер чемпіонатів світу та  Європи серед аматорів.

## Аматорська кар'єра
На Європейських іграх 2019 в категорії до 49 кг Сахіл Алахвердові завоював срібну медаль.
- В 1/8 фіналу переміг Салах Ібрагім (Німеччина) — 3-2
- У чвертьфіналі переміг Акель Ахмед (Велика Британія) — 3-2
- У півфіналі переміг Федеріко Серра (Італія) — 3-2
- У фіналі програв Артуру Оганесяну (Вірменія) — 1-4

На Олімпійських іграх 2020 в категорії до 52 кг програв у першому бою Ху Цзяньгуань (Китай) — 0-5.
На чемпіонаті світу 2021 в категорії до 48 кг завоював бронзову медаль.
- В 1/8 фіналу переміг Говінд Сахані (Індія) — 4-0
- У чвертьфіналі переміг Мірлана Туркбай Уулу (Киргизстан) — 5-0
- У півфіналі програв Вуттічай Юрачай (Таїланд) — 0-5

На чемпіонаті Європи 2022 став чемпіоном.
- У чвертьфіналі переміг Баграма Арутюняна (Вірменія) — 5-0
- У півфіналі переміг Якуба Сломінського (Польща) — 5-0
- У фіналі переміг Ергюнал Себахтін (Болгарія) — 4-1

На чемпіонаті світу 2023 завоював срібну медаль.
- В 1/8 фіналу переміг Говінд Сахані (Індія) — 5-0
- У чвертьфіналі переміг Ергюнала Себахтіна (Болгарія) — 5-0
- У півфіналі пройшов без бою Алехандро Кларо (Куба)
- У фіналі програв Санжару Ташкенбаю (Казахстан) — 0-5

На Європейських іграх 2023 в категорії до 51 кг програв у першому бою Білалу Беннама (Франція).